# Doganalista
Gli spedizionieri doganali sono professionisti che attendono a tutte le formalità doganali nello scambio internazionale, in nome e per conto del proprietario delle merci, esercitando la rappresentanza diretta prevista dall'articolo 5 del codice doganale comunitario, regolamento CEE n. 2913 del 1992 e relativo regolamento d'attuazione n. 2454 del 1993.

## Descrizione
Gli spedizionieri doganali iscritti negli albi professionali, istituiti con legge 22 dicembre 1960, n. 1612, quali esperti nelle materie e negli adempimenti connessi con gli scambi internazionali, sono anche definiti "doganalisti".
Si tratta di una delle figure importanti nell'ambito del trasporto internazionale di merci, essendo la figura che aiuta l'esportatore o l'importatore nell'espletare le formalità doganali o nel richiedere gli specifici documenti e le autorizzazioni necessarie al regolare scambio internazionale delle merci.